# امانوئل دوو
امانوئل دوو (به فرانسوی: Emmanuelle Devos) (زادهٔ ۱۰ مارس ۱۹۶۴ در پوتو) بازیگر فرانسوی، برندهٔ جایزهٔ سزار بهترین بازیگر نقش اول زن در سال ۲۰۰۲ برای ایفای نقش در فیلم بخوان لبانم را به کارگردانی ژاک اودیار است.
او در فیلم‌های فرانک و لولا و فریب بازی کرده‌است.

## زندگی‌نامه
امانوئل دوو در پاریس بزرگ شد همراه مادرش ماری هانرو که بازیگر تئاتر بود (و همچنین پدرش ژان میشل دوو، که در سالن تئاتر کار می‌کرد) در سنین بسیار کم وارد محیط تئاتر شد. او می‌گوید: ژن مورو خیلی اصرار داشت تا در فیلم لومیر ۱۹۷۶ بازی کنم. سپس وارد مدرسه کورفلور می‌شود و همراه با فرانس هاستر که معلمش بود در سال ۱۹۸۶ اولین نقش کوچکش را در سرقت شارلی اسپنسر بازی می‌کند.
پس از آن به کارگاه بازیگری مدرسه فمیس می‌رود و در آنجا با نوئمی لووسکی آشنا می‌شود که مشغول ساختن اولین فیلم کوتاهش بود.
دوران اوجش در سال ۲۰۰۲ با بازی در بخوان لبانم را به کارگردانی ژاک اودیار آغاز می‌شود. او که در این فیلم با وینسنت کسل هم‌بازی شده بود. برای ایفا این نقش برنده سزار برای بهترین بازیگر نقش مکمل زن در سال ۲۰۰۲ شد و این جایزه را در رقابت با اودره توتو برای بازی در فیلم به یاد ماندنی سرنوشت شگفت‌انگیز املی پولن از آن خود کرد.
در سال ۲۰۰۶ او یکی از اعضای هیئت داوران از ۵۹ امین جشنواره فیلم لوکارنو بود.
در سال ۲۰۱۰ برای بازی در فیلم در آغاز به کارگردانی زاویر جیانولی نامزد جایزه بهترین بازیگر در سزار سال ۲۰۱۰ شد.
در اکتبر ۲۰۱۱عضو هیئت داوران فستیوال فیلم بریتانیا شد و پس از آن به عضویت هیئت داوران از ۶۵امین دوره جشنواره فیلم کن به ریاست نانی مورتی درآمد.

### زندگی خصوصی
شریک زندگی دوو بود از ژیل کوهن، بازیگر فرانسوی بود و با هم صاحب دو فرزند شدند. اما از سال ۲۰۰۶ با بازیگر دیگری به نام ژان‌پییر لوری زندگی می‌کند.

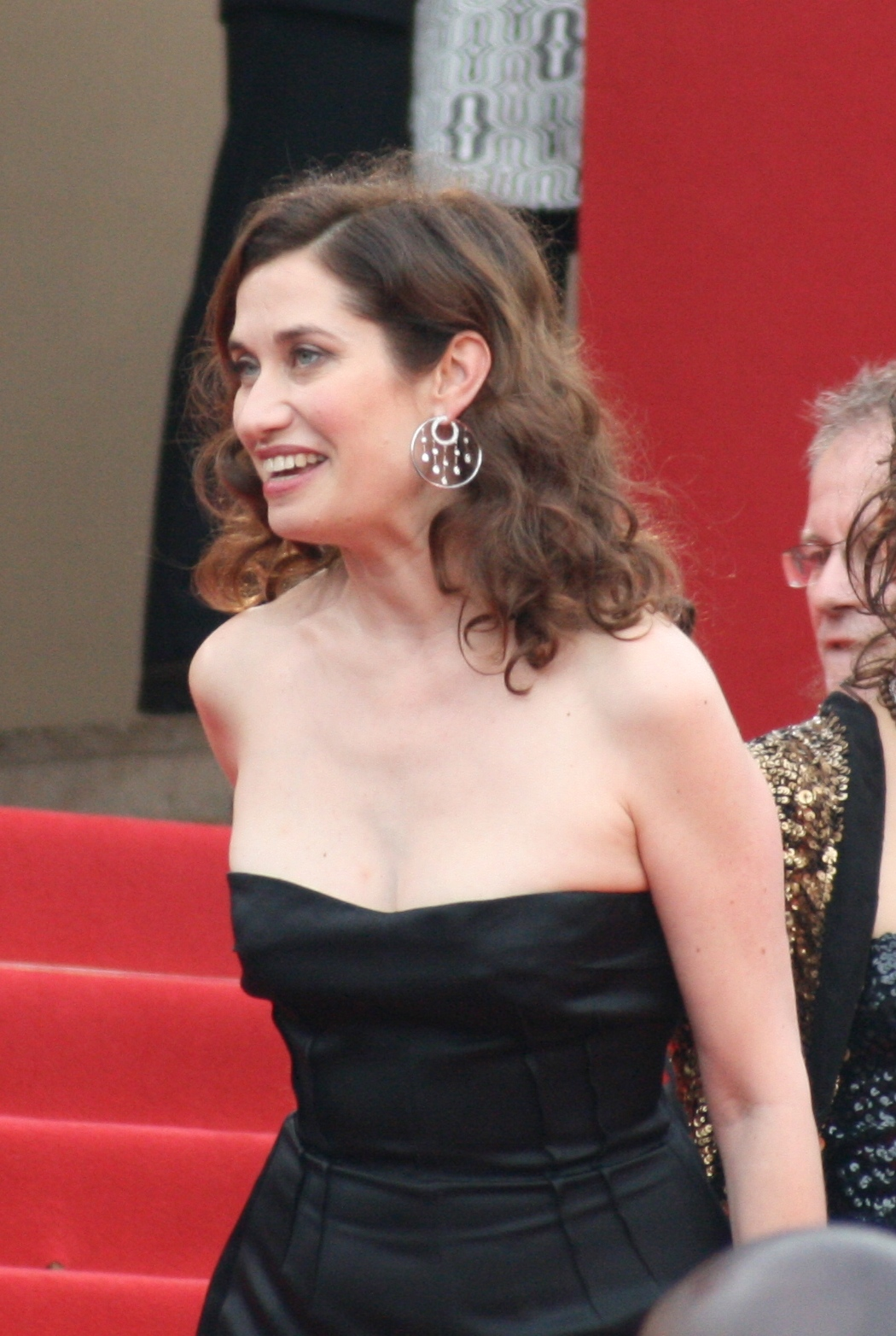
دوو در جشنواره فیلم کن ۲۰۰۹.

## جوایز و نامزدی‌ها
| سال  | اثر نامزدشده                                 | جایزه                 | رده                                     | نتیجه    |
| ---- | -------------------------------------------- | --------------------- | --------------------------------------- | -------- |
| ۱۹۹۷ | My Sex Life... or How I Got Into an Argument | جایزهٔ سزار            | بهترین بازیگر نقش اول زن                | نامزدشده |
| ۲۰۰۲ | بخوان لبانم را                               | جایزهٔ سزار            | بهترین بازیگر نقش اول زن                | برنده    |
| ۲۰۰۳ | The Adversary (film)                         | جایزهٔ سزار            | بهترین بازیگر نقش مکمل زن               | نامزدشده |
| ۲۰۰۵ | Kings and Queen                              | جایزهٔ سزار            | بهترین بازیگر نقش اول زن                | نامزدشده |
| ۲۰۰۵ | Kings and Queen                              | جایزهٔ لومیر           | بهترین بازیگر نقش اول زن                | برنده    |
| ۲۰۱۰ | در آغاز                                      | جایزهٔ سزار            | بهترین بازیگر نقش اول زن                | برنده    |
| ۲۰۱۳ | Just a Sigh                                  | Cabourg Film Festival | بهترین بازیگر نقش اول زن                | برنده    |
| ۲۰۱۵ | Platonov                                     | جایزه مولیر           | بهترین بازیگر نقش اول زن در تئاتر عمومی | برنده    |